# Pont de Sant Salvador (Cardona)
Pont de Sant Salvador és un monument que forma part de l'Inventari del Patrimoni Arquitectònic Català de la vila de Cardona (Bages).

## Descripció
El Pont de Sant Salvador, està sobre el riu Aigua d'Ora, afluent d'esquerra del Cardener, afluent per la dreta del Llobregat. Té 3 arcs de pedra i maó pla, amb baranes de ferro i amb dos tallamars de pedra picada.

## Notícies històriques
Aquest Pont fou construït anys enrere per facilitar el trànsit, interromput sovint per les avingudes, les despeses anaren a càrrec dels pagesos i traginers, sense subvenció oficial de cap mena, com passa també amb les despeses de l'ample del camí.